# 府中本町駅
府中本町駅（ふちゅうほんまちえき）は、東京都府中市本町一丁目にある、東日本旅客鉄道（JR東日本）の駅である。

## 乗入路線
南武線と武蔵野線の2路線が乗入れており、このうち南武線を当駅の所属線としている。武蔵野線の定期旅客列車は当駅が起点となっている。当駅より鶴見側は貨物線（通称「武蔵野南線」）となっている。駅番号は南武線がJN 20、武蔵野線がJM 35。

## 歴史
- 1928年（昭和3年）12月11日：南武鉄道大丸 - 屋敷分間の開通時に開業[2][4]。
- 1944年（昭和19年）4月1日：南武鉄道国有化により運輸通信省南武線の駅となる[4]。
- 1962年（昭和37年）8月1日：貨物取扱廃止[2]。
- 1973年（昭和48年）4月1日：武蔵野線当駅 - 新松戸駅間開通。同時に中央本線支線（下河原線）国分寺駅 - 東京競馬場前駅間が廃止され、当駅が東京競馬場駅の機能を事実上代替[5][6]。
- 1975年（昭和50年）12月1日：みどりの窓口が営業開始[7]。
- 1985年（昭和60年）3月14日：荷物扱い廃止[2]。
- 1987年（昭和62年）4月1日：国鉄分割民営化に伴い、東日本旅客鉄道（JR東日本）の駅となる[2][8]。
- 1993年（平成5年）9月16日：自動改札機を設置し、供用開始[9]。
- 2001年（平成13年）11月18日：ICカード「Suica」の利用が可能となる[報道 1]。
- 2011年（平成23年）
  - 4月9日：復活した南武線快速[10]の停車駅となる。当初は3月12日から開始予定だったが、東日本大震災の影響により延期となった[11]。
  - 6月24日：平日の快速運転を休止[報道 2]。
  - 9月12日：平日の快速運転再開。
- 2015年（平成27年）3月14日：快速運転を立川 - 川崎間の全区間へ拡大することに伴い、当駅の快速停車は維持されたまま、隣駅である南多摩駅が快速通過駅となった[報道 3]。
- 2021年（令和3年）11月25日：駅ナカシェアオフィス「STATION WORK」のテレワークブース「STATION BOOTH」が開設[報道 4]。
- 2022年（令和4年）
  - 10月31日：みどりの窓口の営業終了[3][12]。
  - 11月1日：話せる指定席券売機を導入[3][12]。
- 2023年（令和5年）2月17日：南武線（1・4番線）ホームにてスマートホームドアの使用を開始。

### 駅名の由来
鎌倉へ至る鎌倉街道のルート上で経済的にも重要拠点に位置し、中世には当地が「本町」と呼ばれていた。富士山まで見渡せる景勝地でもあることから府中御殿が建築され、その後も本町として発展して来た地であり、それらが当駅名の由来ともなっている（以前は駅前に説明の碑が設置されていたが、現在は本町一丁目公会堂の敷地内に移設されている）。

## 駅構造
相対式ホーム2面2線・島式ホーム1面2線、計3面4線を有する地上駅である。南武線はホームドアが完備された相対式ホーム2面2線で、のりば番号は1・4番線である。武蔵野線の線路を潜るため、1番線ホーム（川崎方面）のみ他ホームと高さがずれている。
武蔵野線は島式ホーム1面2線で南武線ホームの間に武蔵野線ホームが挟まれる形になっており、のりば番号は2・3番線である。さらに1番線と2番線、3番線と4番線間にそれぞれ武蔵野貨物線があり当駅を通過する。武蔵野線は貨物バイパス線目的で敷設された事情があり、南武線と武蔵野線間を乗換える利用客はコンコースに出てからホーム間を移動することとなる。
コンコースの改札向かい側（南側）に巨大な臨時改札口が設置されており、東京競馬場での競馬開催時（主に土日、パークウインズ含む）のみ営業するが、同競馬場で花火大会等の大きなイベントが行われる際は、その時間帯に合わせて臨時改札口を営業する。
武蔵野統括センター管内の直営駅（駅長配置）で、話せる指定席券売機が設置されている。
駅カラーは南武線ホーム（1番線）が黒、武蔵野線ホームが水色。

### のりば
| 番線   | 路線           | 方向 | 行先                                 |
| ------ | -------------- | ---- | ------------------------------------ |
| 1      | 南武線         | 上り | 登戸・武蔵小杉・川崎方面             |
| 通過線 | ■ 武蔵野貨物線 | 上り | 梶ヶ谷貨物ターミナル・鶴見・横浜方面 |
| 2      | 武蔵野線       | ー   | （降車専用ホーム）                   |
| 3      | 武蔵野線       | 下り | 西国分寺・南浦和・新松戸・西船橋方面 |
| 通過線 | ■ 武蔵野貨物線 | 下り | 新座・大宮方面                       |
| 4      | 南武線         | 下り | 分倍河原・立川方面                   |

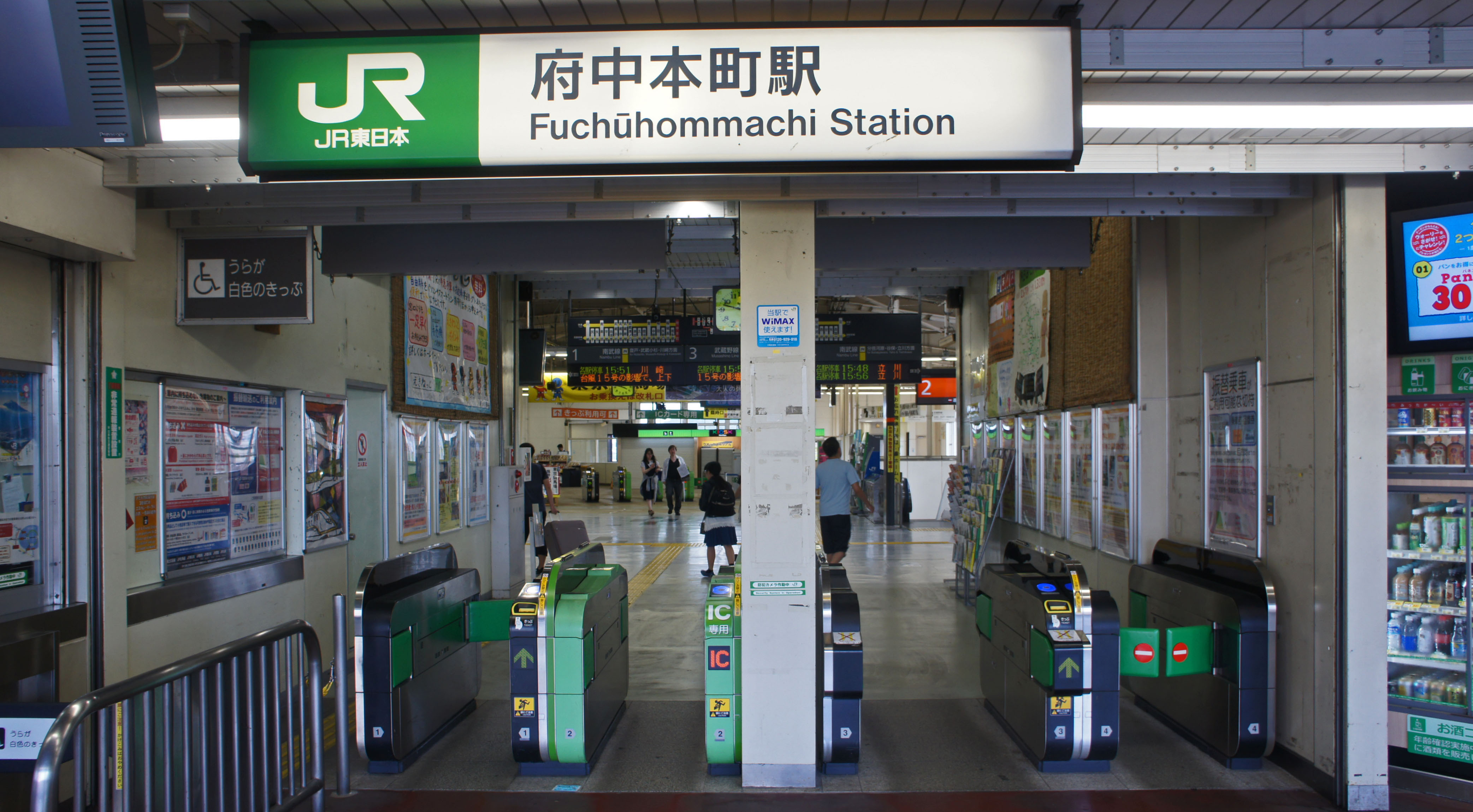
改札口
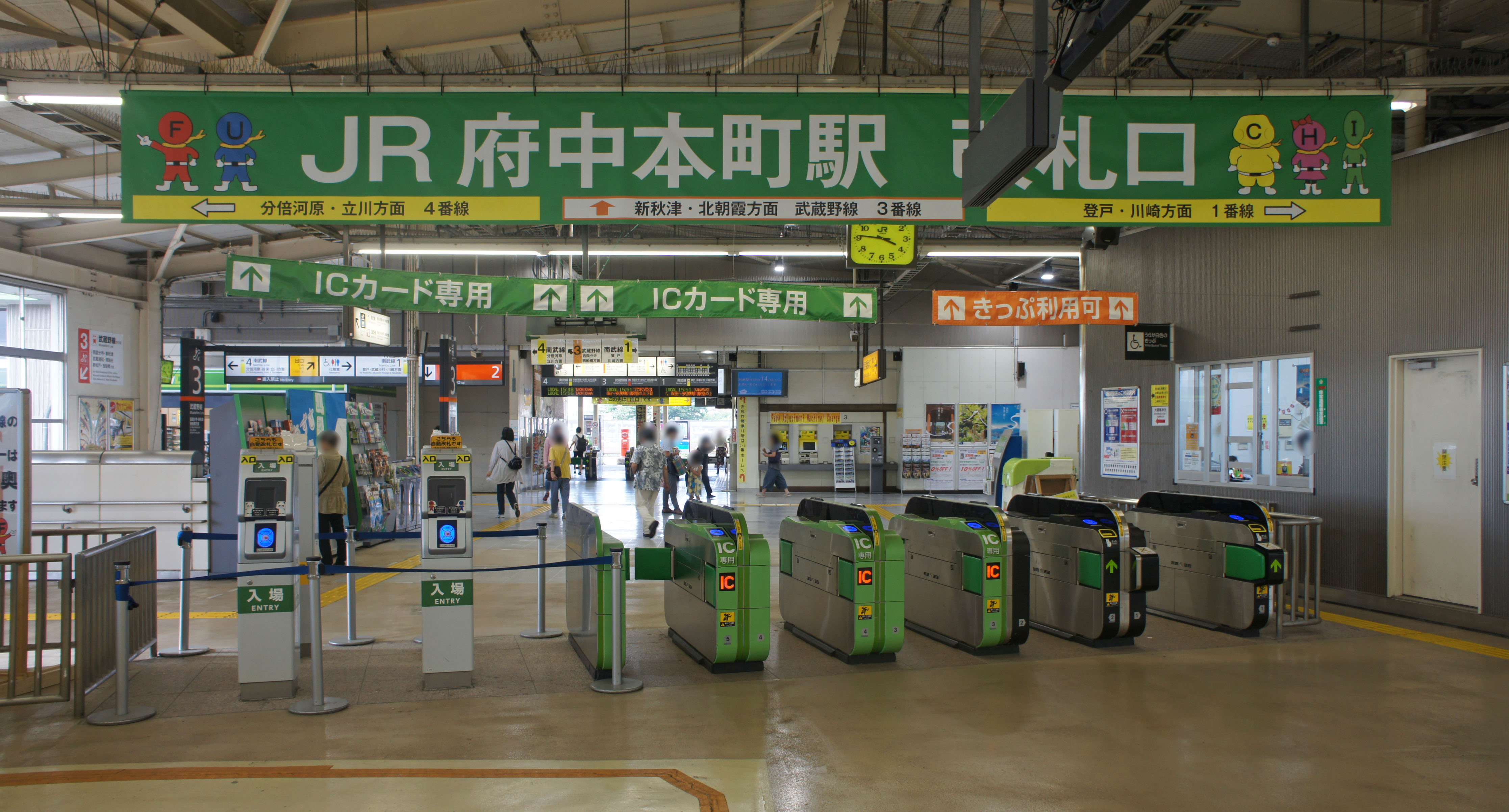
臨時改札口（東京競馬場での競馬開催時のみ営業）
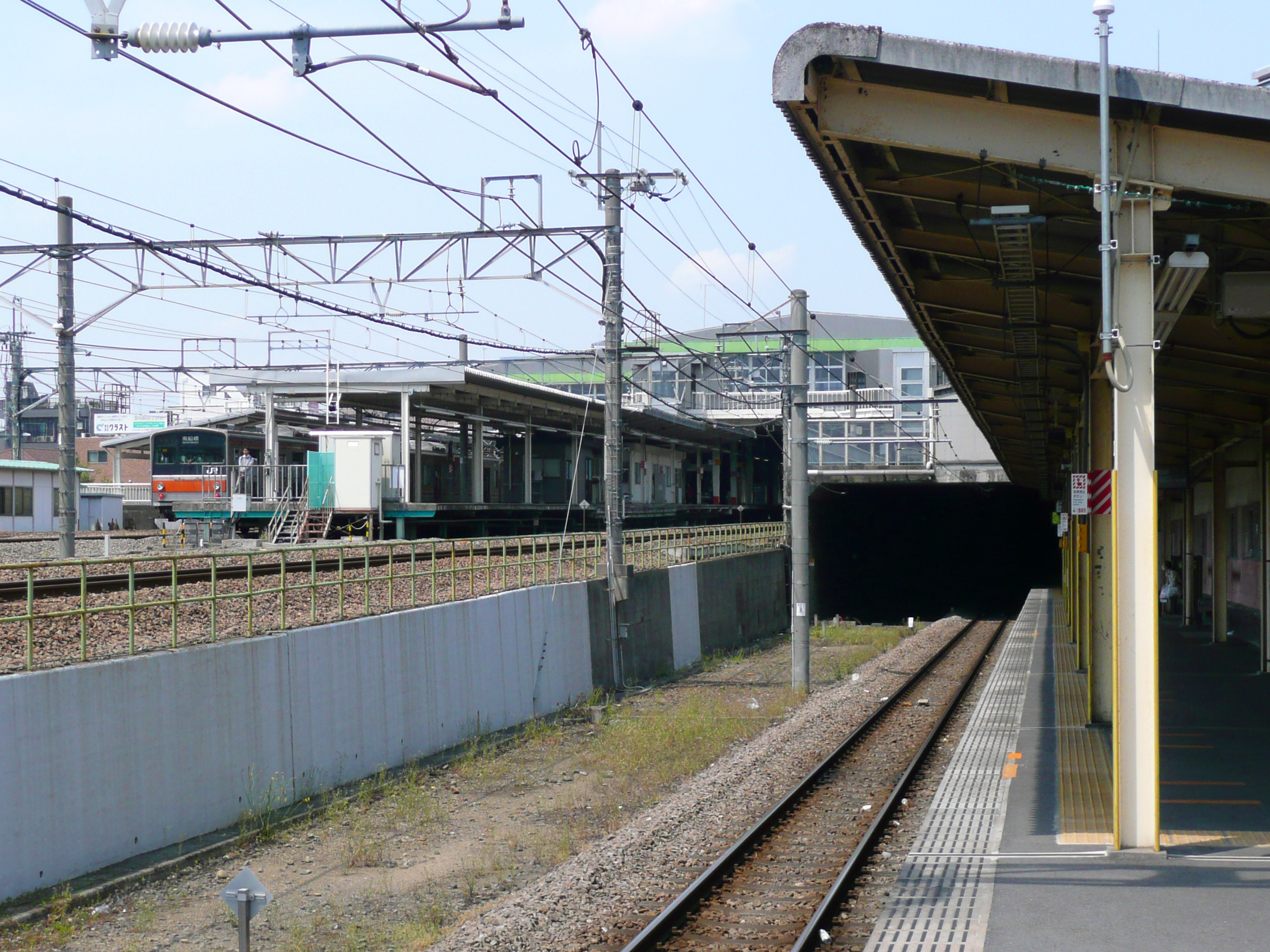
1番線ホームから2・3番線ホームを見上げる。
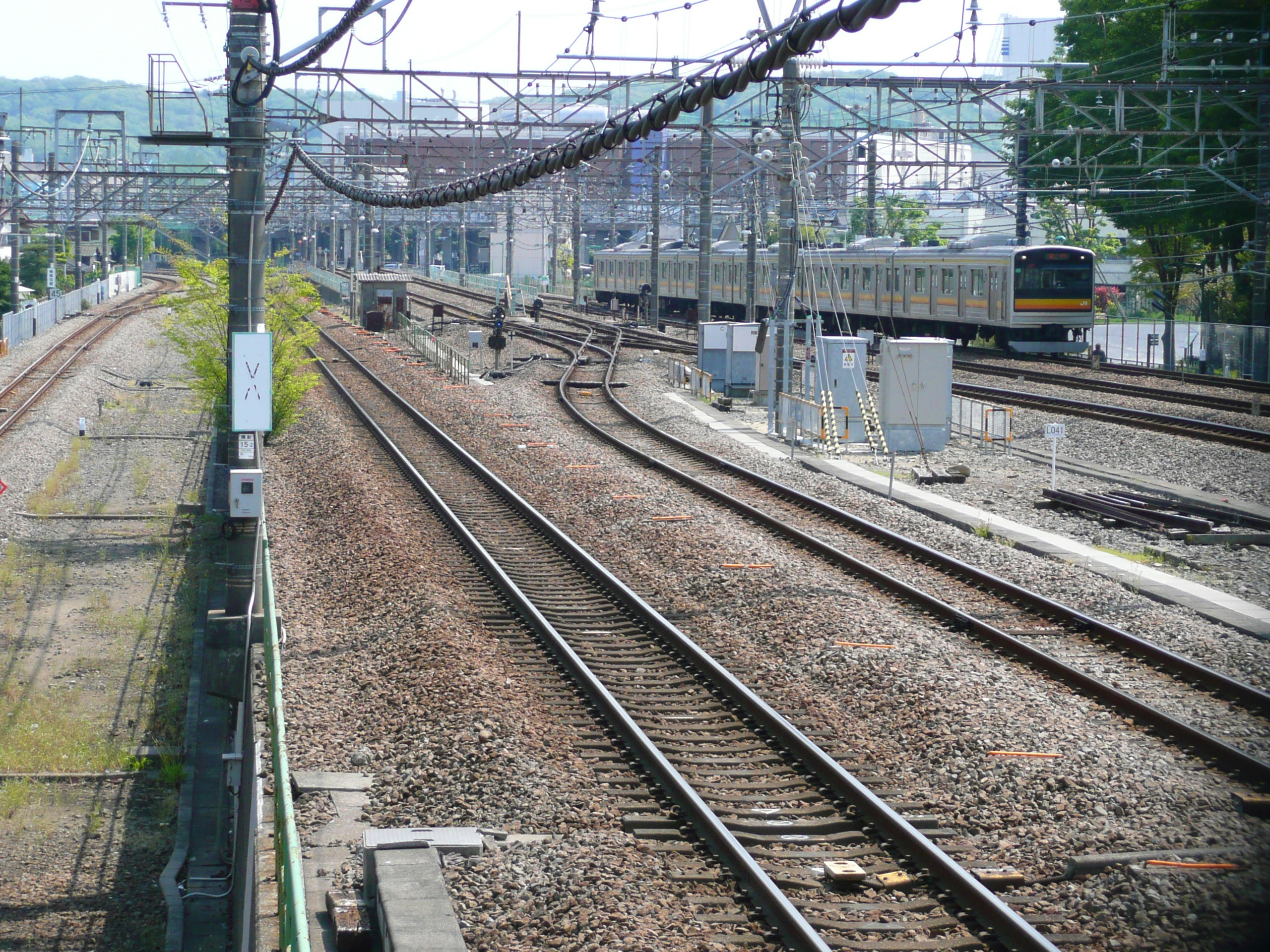
左から南武線上り、武蔵野線上り本線、上り旅客線（奧に引き上げ線）、下り旅客線、下り本線、南武線下り。
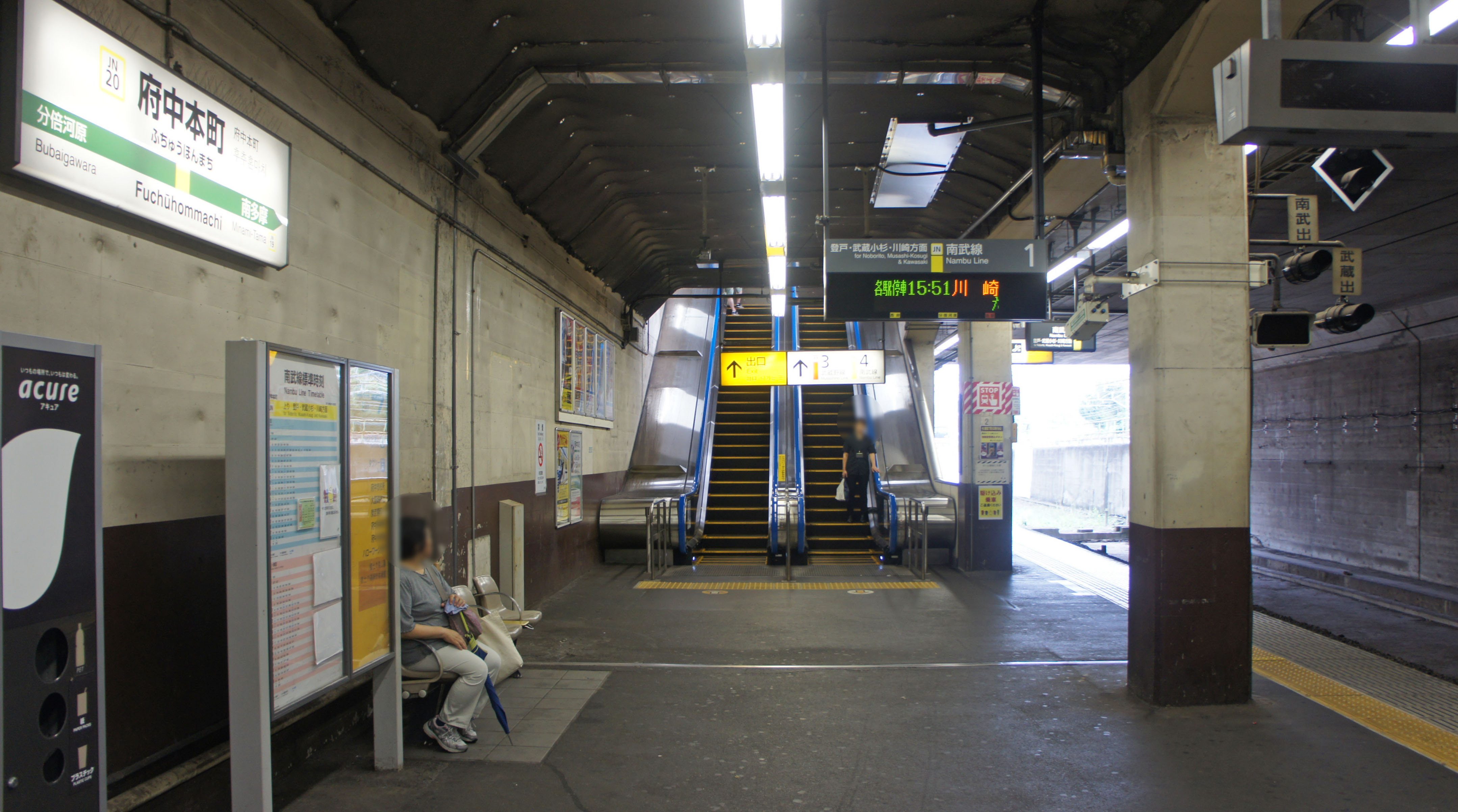
1番線（南武線）ホーム
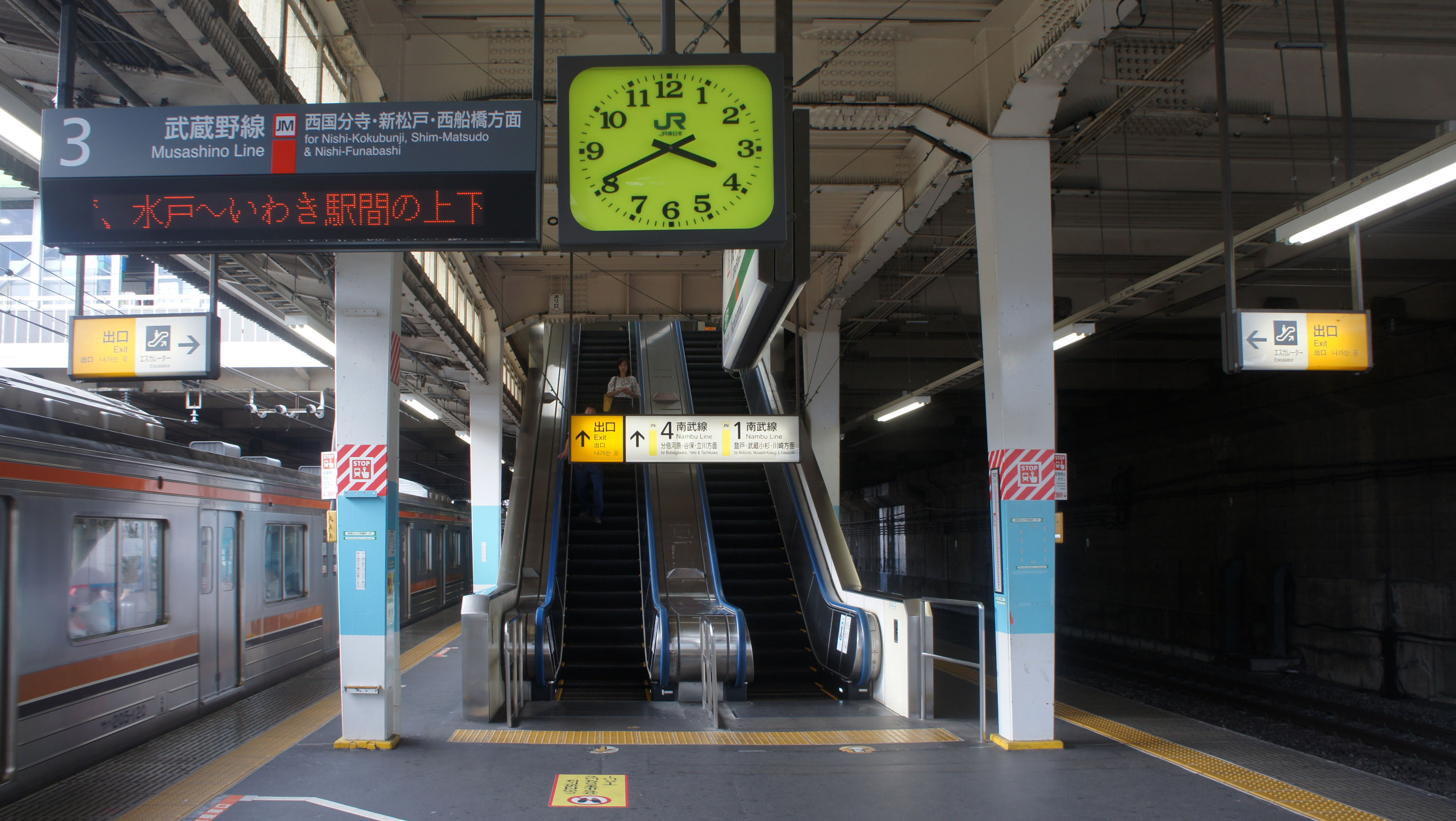
2・3番線（武蔵野線）ホーム
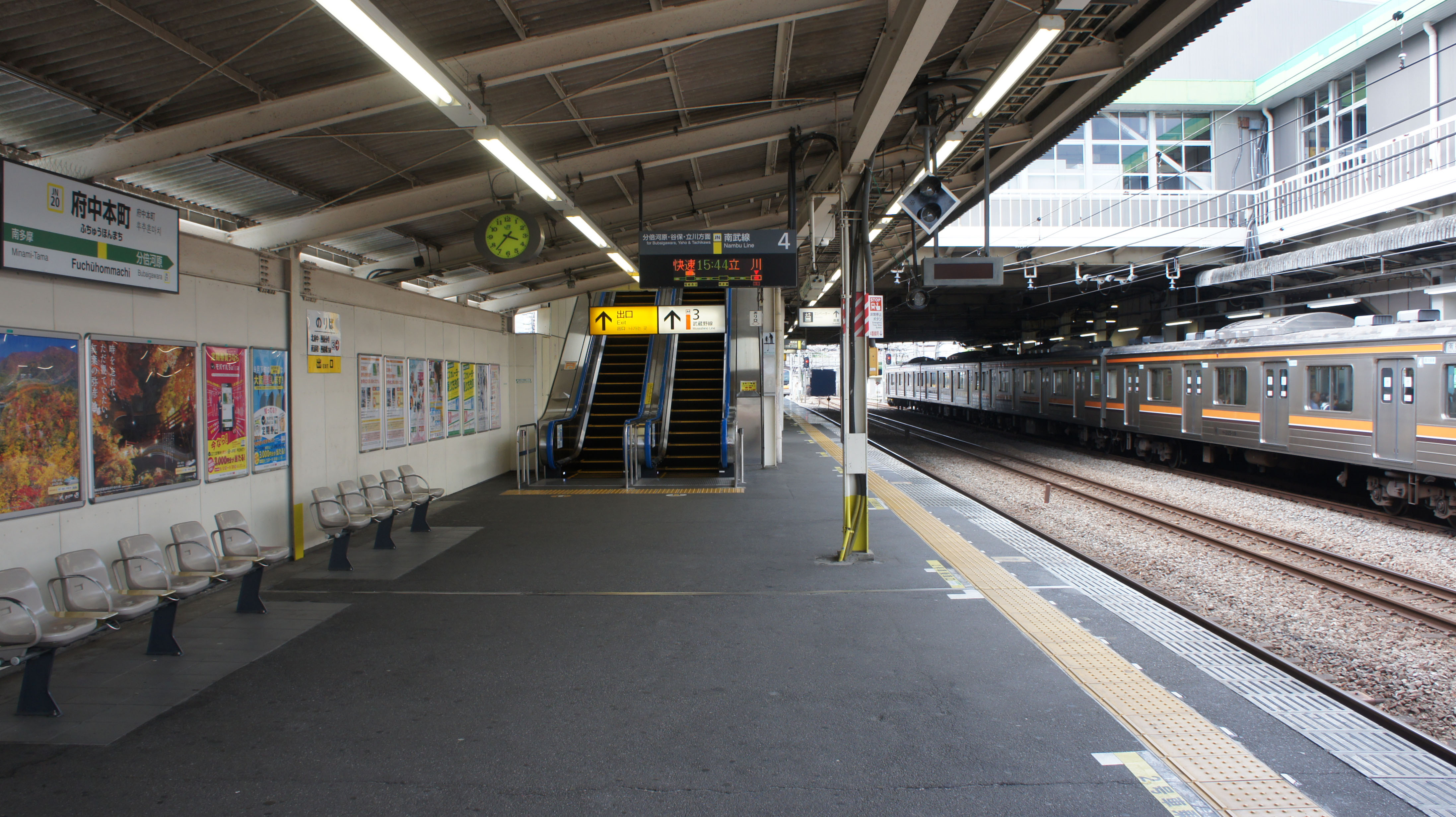
4番線（南武線）ホーム

特記事項
南武線⇔武蔵野線間の旅客列車直通運転を考慮しない構造であるため、以下のような特徴がある。
- 南武線の川崎方面は、武蔵野線の線路の下を交差するトンネル内にホームの半分があり、他のホームから若干ずれている。そのため、武蔵野線への乗り換えに必要な移動距離は長い。
- 武蔵野線の定期旅客列車は当駅が起点で、鶴見駅から当駅まで（通称武蔵野南線）は貨物専用線となっている。北府中方に両渡り線を設置出来ないため、全列車がまず降車専用ホーム（2番線）で客を降ろした後一度引上線に入り、折返して乗車専用ホーム（3番線）に進入する。
- 武蔵野線は上り・下り共ホーム北府中（下り）寄りで武蔵野貨物線の新鶴見方面と分岐し、ホーム上り側は引上線のみ繋がっている。一方、南武線と武蔵野貨物線は上り・下り共南多摩寄りで繋がっている。構造上双方向に直通が可能であるが、臨時列車の当駅停車には以下のような制限がある。
  - 南武線立川方面 - 武蔵野線新鶴見方面 - 南武線ホームにて停車可
  - 南武線川崎方面 - 武蔵野線西国分寺方面 - いずれのホームも停車不可
  - 武蔵野線西国分寺方面 - 武蔵野線新鶴見方面 - いずれのホームも停車不可
  - 当駅始発・終着 - 南武線と新鶴見方面は南武線ホーム使用。西国分寺方面は武蔵野線ホーム使用。
- 発車標は2番線以外のホームに設置されており、ATOS形式の表示が行われている。3番線東京行については、「舞浜方面東京」と表示される。
- 武蔵野線開業以前、南武線では当駅を発着する電車が設定されていたが、駅構造変更に伴い、稲城長沼駅発着に変更された。
- 1番線の線路北側には通過線を増設可能な用地がある。

### 配線図
|                    | ↑ 立川方面                       |                 |
| ← 梶ヶ谷貨物T 方面 | JR東日本 府中本町駅 鉄道配線略図 | → 西国分寺 方面 |
|                    | ↓ 登戸・武蔵小杉方面             |                 |
| 凡例 出典:         |                                  |                 |

## 利用状況
2023年度（令和5年度）の1日平均乗車人員は15,597人である。南武線では快速通過駅の矢向駅より少ないが、平日（特に朝夕）は南武線と武蔵野線の乗り換え客が多い。また武蔵野線内では全26駅中北府中駅に次ぐ第22位であり、武蔵野線の乗換駅の中では最下位となっている。
JR線を利用して東京競馬場へ行く際の最寄り駅になるため、土・休日等の競馬開催日には混雑する。
2016年度（平成28年度）のデータでは駅利用者のうち定期券利用者の比率が南武線・武蔵野線内の駅では最も低い45%となっている。
1990年度（平成2年度）以降の1日平均乗車人員の推移は以下の通りである。
| 年度               | 1日平均 乗車人員 | 出典     |
| ------------------ | ---------------- | -------- |
| 1990年（平成02年） | 13,181           | [ * 1 ]  |
| 1991年（平成03年） | 13,702           | [ * 2 ]  |
| 1992年（平成04年） | 15,318           | [ * 3 ]  |
| 1993年（平成05年） | 16,666           | [ * 4 ]  |
| 1994年（平成06年） | 18,301           | [ * 5 ]  |
| 1995年（平成07年） | 18,883           | [ * 6 ]  |
| 1996年（平成08年） | 19,258           | [ * 7 ]  |
| 1997年（平成09年） | 18,713           | [ * 8 ]  |
| 1998年（平成10年） | 18,381           | [ * 9 ]  |
| 1999年（平成11年） | 18,126           | [ * 10 ] |
| 2000年（平成12年） | 17,300           | [ * 11 ] |
| 2001年（平成13年） | 17,000           | [ * 12 ] |
| 2002年（平成14年） | 16,371           | [ * 13 ] |
| 2003年（平成15年） | 17,128           | [ * 14 ] |
| 2004年（平成16年） | 17,006           | [ * 15 ] |
| 2005年（平成17年） | 16,965           | [ * 16 ] |
| 2006年（平成18年） | 17,037           | [ * 17 ] |
| 2007年（平成19年） | 17,454           | [ * 18 ] |
| 2008年（平成20年） | 17,543           | [ * 19 ] |
| 2009年（平成21年） | 17,304           | [ * 20 ] |
| 2010年（平成22年） | 16,686           | [ * 21 ] |
| 2011年（平成23年） | 16,565           | [ * 22 ] |
| 2012年（平成24年） | 16,922           | [ * 23 ] |
| 2013年（平成25年） | 17,138           | [ * 24 ] |
| 2014年（平成26年） | 17,079           | [ * 25 ] |
| 2015年（平成27年） | 17,209           | [ * 26 ] |
| 2016年（平成28年） | 17,321           | [ * 27 ] |
| 2017年（平成29年） | 17,454           | [ * 28 ] |
| 2018年（平成30年） | 17,489           | [ * 29 ] |
| 2019年（令和元年） | 17,126           | [ * 30 ] |
| 2020年（令和02年） | 10,804           |          |
| 2021年（令和03年） | 11,932           |          |
| 2022年（令和04年） | 14,054           |          |
| 2023年（令和05年） | 15,597           |          |

## 駅周辺
駅舎と小さな駅前広場は高架上にあり、線路を横断する高架道路に面している。徒歩でのアクセスは道路上の歩道及び北東と西側からは線路脇の道から階段（府中市によりエレベータ設置）、南東側からは競馬場通路（非開催日は駅舎東側を通って改札口側に回る）を使用。駅前にはイトーヨーカドー府中店が立地していたが、2010年8月22日に閉店し、閉店後はラウンドワンが出店している。駅前ロータリーを出て鎌倉街道を東に向かうと府中街道のT字路となっており、正面が大國魂神社西参道、左は京王府中駅にかけて市役所や商店街など市中心部へ続き、右の南東側は東京競馬場である。駅西側は小規模な商店街がある。その他は主に住宅地である。
周辺の駅
- 京王線 東府中駅・府中駅 - 府中駅へは徒歩15分程度
- 京王競馬場線 府中競馬正門前駅

行政
- 府中市役所
- 武蔵府中税務署
- 府中市立宮町図書館

史跡・公園など
- 武蔵国府国司居館跡
- 大國魂神社
- ふるさと府中歴史館
- 安養寺
- 府中市郷土の森博物館 - 博物館、プラネタリウム（当駅・分倍河原駅より路線バス有）
- 府中市郷土の森公園（旧・府中市民健康センター）- 総合体育館、運動場、市民プール、交通公園（同上）
- 府中市矢崎町防災公園
- 下河原緑道（下河原線跡） - 東京競馬場前駅（廃駅）は当駅から南に200m程の場所
- 多摩川

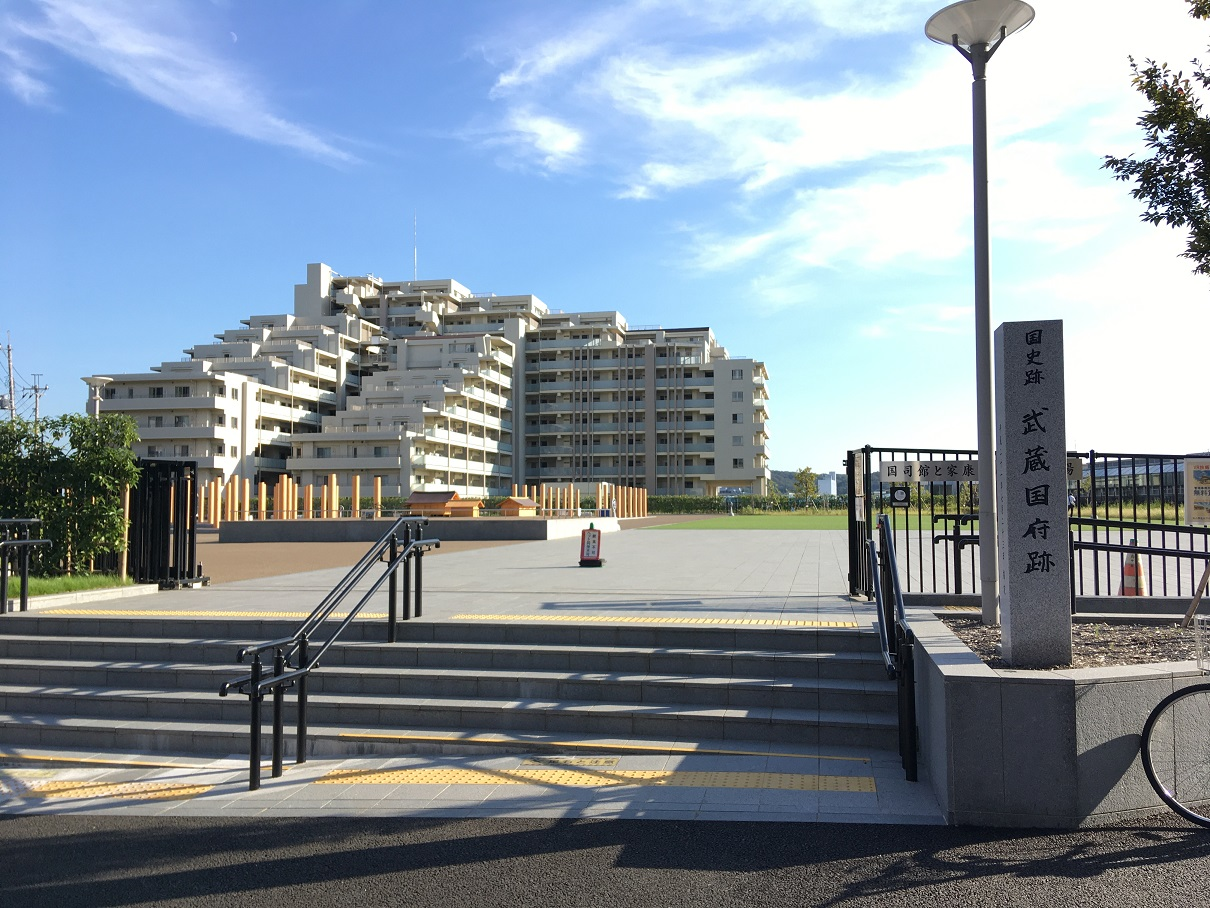
再現された武蔵国府国司居館
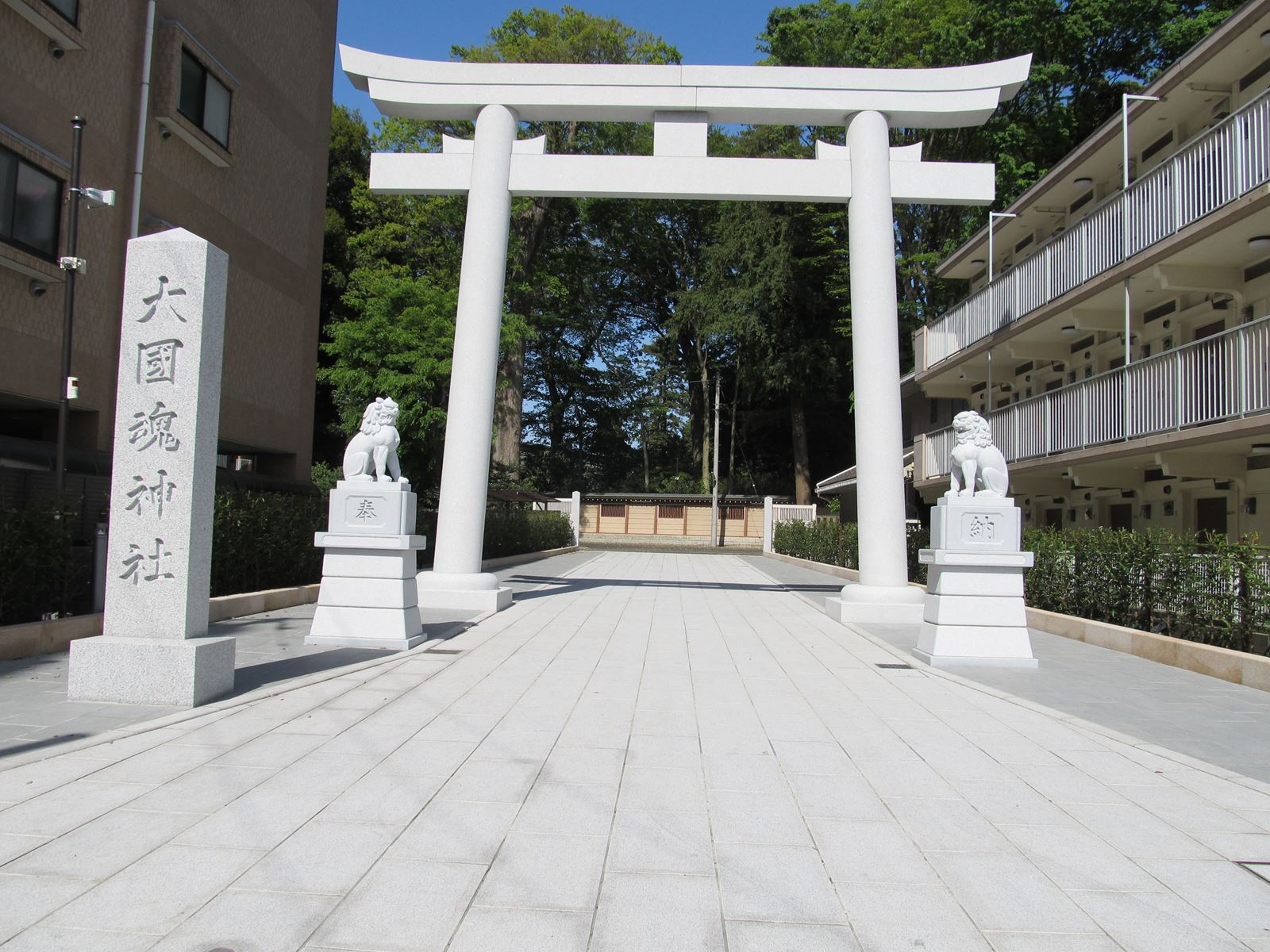
大國魂神社西参道
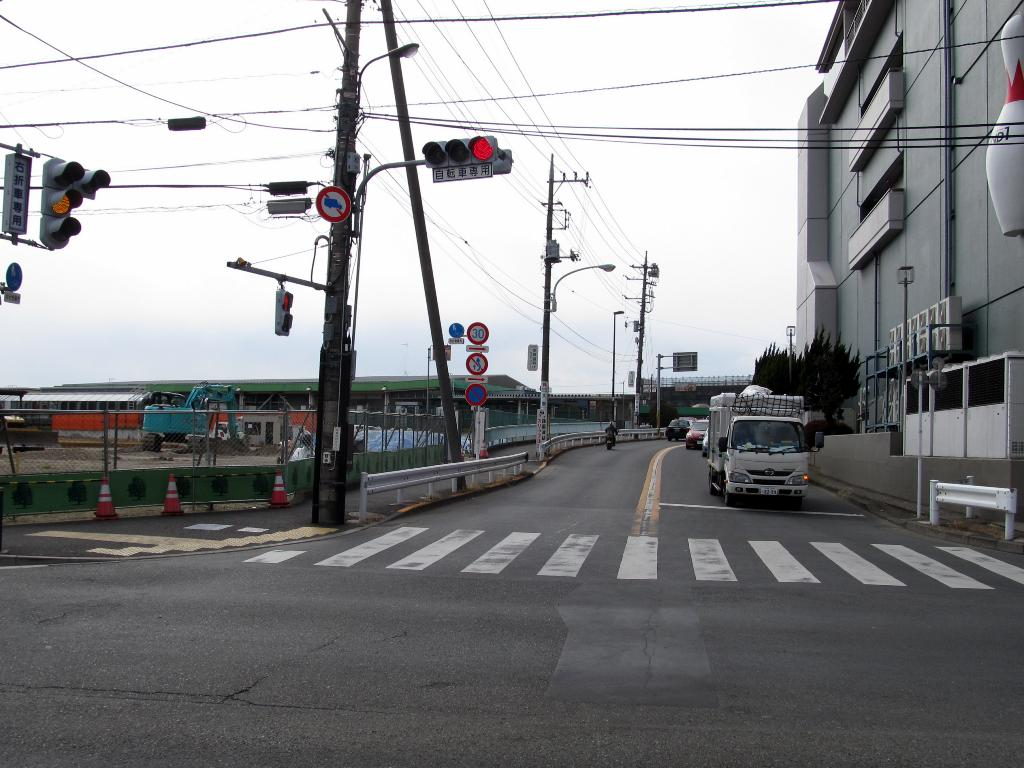
府中本町駅入口交差点（写真左側は再現工事中の国府国司居館）

郵便局・金融機関
- 府中本町二郵便局
- 三菱UFJ銀行府中支店
- 三井住友銀行府中支店
- 多摩信用金庫府中支店

企業
- サントリー 武蔵野ビール工場

商業施設
- ミッテン府中
- フォーリス
- くるる
- 大東京綜合卸売センター
- 府中本町プラザ商店会 / 本町商店会 / 番場商交会

公営競技
- 東京競馬場、JRA競馬博物館（最寄駅は府中競馬正門前駅）
- 多摩川競艇場（最寄り駅は西武多摩川線競艇場前駅）

道路
- 東京都道18号府中町田線（鎌倉街道、東京都道20号府中相模原線との重複区間）
- 東京都道9号川崎府中線（府中街道）
- 埼玉県道・東京都道17号所沢府中線（同上）

## バス路線
府中本町駅
駅前広場西側（改札を出て左）に設置されている。
- 京王電鉄バス
  - 多摩川競艇場行（特定輸送・競艇開催時の運行）

以前は、西武バス滝山営業所と小平営業所で運行していた。

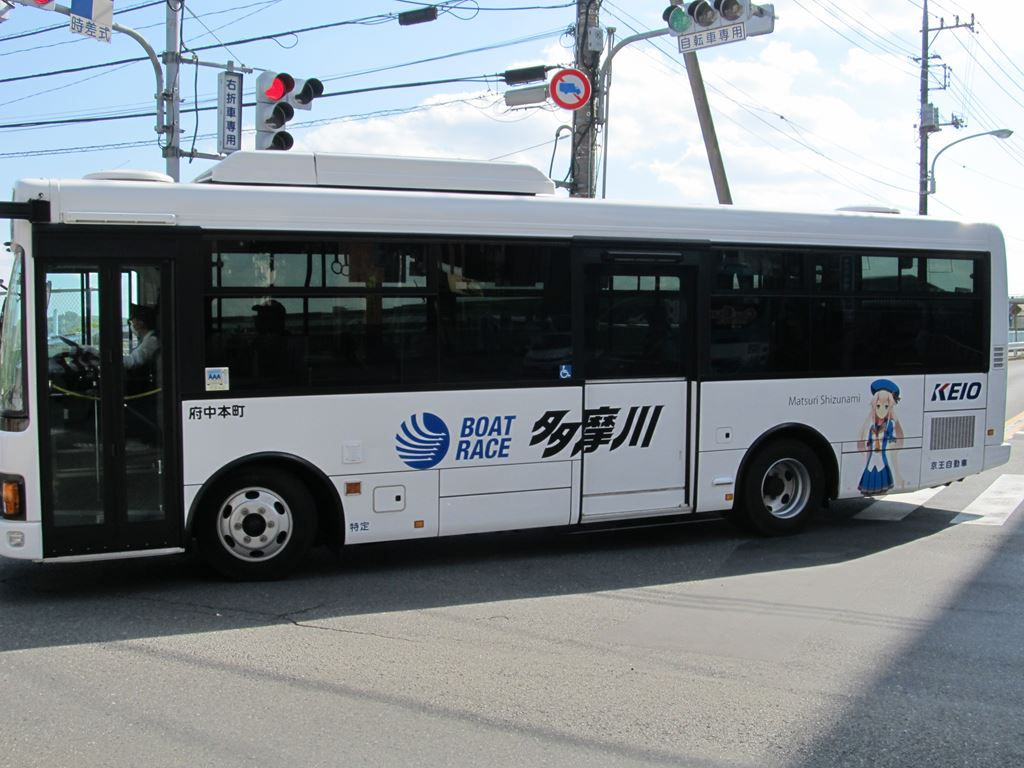
府中本町駅発多摩川競艇場行バス

本町二丁目
改札を出て左に陸橋を降りた先に設置されている。
- 京王バス、府中市コミュニティバス「ちゅうバス」（京王バス府中営業所）
  - 府52：郷土の森総合体育館行 / 府中駅行（京王バス）
  - 南町・四谷循環：よつや苑西行 / 府中駅行（ちゅうバス）

## 隣の駅
東日本旅客鉄道（JR東日本）
 南武線
■快速
稲城長沼駅 (JN 18) - 府中本町駅 (JN 20) - 分倍河原駅 (JN 21)
■各駅停車
南多摩駅 (JN 19) - 府中本町駅 (JN 20) - 分倍河原駅 (JN 21)
- かつて、当駅南側の南武線下り線が武蔵野線をアンダークロスする地点に南武是政駅が置かれていた。

 武蔵野線
北府中駅 (JM 34) - 府中本町駅 (JM 35)
武蔵野線（貨物専用区間）
（貨）梶ヶ谷貨物ターミナル駅 - 府中本町駅

### 記事本文

##### 報道発表資料
1. ↑  “Suicaご利用可能エリアマップ（2001年11月18日当初）” (PDF).   東日本旅客鉄道. 2019年7月27日時点のオリジナルよりアーカイブ。2020年4月29日閲覧。
2. ↑  夏の特別ダイヤについて (PDF)  - 東日本旅客鉄道プレスリリース 2011年6月16日
3. ↑  2015年3月ダイヤ改正について - JR東日本
4. ↑  『便利な駅の改札口付近に「STATION BOOTH」続々OPEN!』（PDF）（プレスリリース）東日本旅客鉄道八王子支社、2021年10月18日。オリジナルの2021年10月18日時点におけるアーカイブ。2021年10月18日閲覧。

### 利用状況
1. ↑  東京都統計年鑑 - 東京都
2. ↑  府中市統計書 - 府中市

JR東日本の2000年度以降の乗車人員
1. ↑  各駅の乗車人員（2000年度） - JR東日本
2. ↑  各駅の乗車人員（2001年度） - JR東日本
3. ↑  各駅の乗車人員（2002年度） - JR東日本
4. ↑  各駅の乗車人員（2003年度） - JR東日本
5. ↑  各駅の乗車人員（2004年度） - JR東日本
6. ↑  各駅の乗車人員（2005年度） - JR東日本
7. ↑  各駅の乗車人員（2006年度） - JR東日本
8. ↑  各駅の乗車人員（2007年度） - JR東日本
9. ↑  各駅の乗車人員（2008年度） - JR東日本
10. ↑  各駅の乗車人員（2009年度） - JR東日本
11. ↑  各駅の乗車人員（2010年度） - JR東日本
12. ↑  各駅の乗車人員（2011年度） - JR東日本
13. ↑  各駅の乗車人員（2012年度） - JR東日本
14. ↑  各駅の乗車人員（2013年度） - JR東日本
15. ↑  各駅の乗車人員（2014年度） - JR東日本
16. ↑  各駅の乗車人員（2015年度） - JR東日本
17. ↑  各駅の乗車人員（2016年度） - JR東日本
18. ↑  各駅の乗車人員（2017年度） - JR東日本
19. ↑  各駅の乗車人員（2018年度） - JR東日本
20. ↑  各駅の乗車人員（2019年度） - JR東日本
21. ↑  各駅の乗車人員（2020年度） - JR東日本
22. ↑  各駅の乗車人員（2021年度） - JR東日本
23. ↑  各駅の乗車人員（2022年度） - JR東日本
24. ↑  各駅の乗車人員（2023年度） - JR東日本

東京都統計年鑑
1. ↑  東京都統計年鑑（平成2年）
2. ↑  東京都統計年鑑（平成3年）
3. ↑  東京都統計年鑑（平成4年）
4. ↑  東京都統計年鑑（平成5年）
5. ↑  東京都統計年鑑（平成6年）
6. ↑  東京都統計年鑑（平成7年）
7. ↑  東京都統計年鑑（平成8年）
8. ↑  東京都統計年鑑（平成9年）
9. ↑  東京都統計年鑑（平成10年） (PDF)
10. ↑  東京都統計年鑑（平成11年） (PDF)
11. ↑  東京都統計年鑑（平成12年）
12. ↑  東京都統計年鑑（平成13年）
13. ↑  東京都統計年鑑（平成14年）
14. ↑  東京都統計年鑑（平成15年）
15. ↑  東京都統計年鑑（平成16年）
16. ↑  東京都統計年鑑（平成17年）
17. ↑  東京都統計年鑑（平成18年）
18. ↑  東京都統計年鑑（平成19年）
19. ↑  東京都統計年鑑（平成20年）
20. ↑  東京都統計年鑑（平成21年）
21. ↑  東京都統計年鑑（平成22年）
22. ↑  東京都統計年鑑（平成23年）
23. ↑  東京都統計年鑑（平成24年）
24. ↑  東京都統計年鑑（平成25年）
25. ↑  東京都統計年鑑（平成26年）
26. ↑  東京都統計年鑑（平成27年）
27. ↑  東京都統計年鑑（平成28年）
28. ↑  東京都統計年鑑（平成29年）
29. ↑  東京都統計年鑑（平成30年）
30. ↑  東京都統計年鑑（平成31年・令和元年）